# Babót
Babót är en mindre stad i provinsen Győr-Moson-Sopron i Ungern. År 2019 hade Babót totalt 1 152 invånare.